# Paździorek ciemny

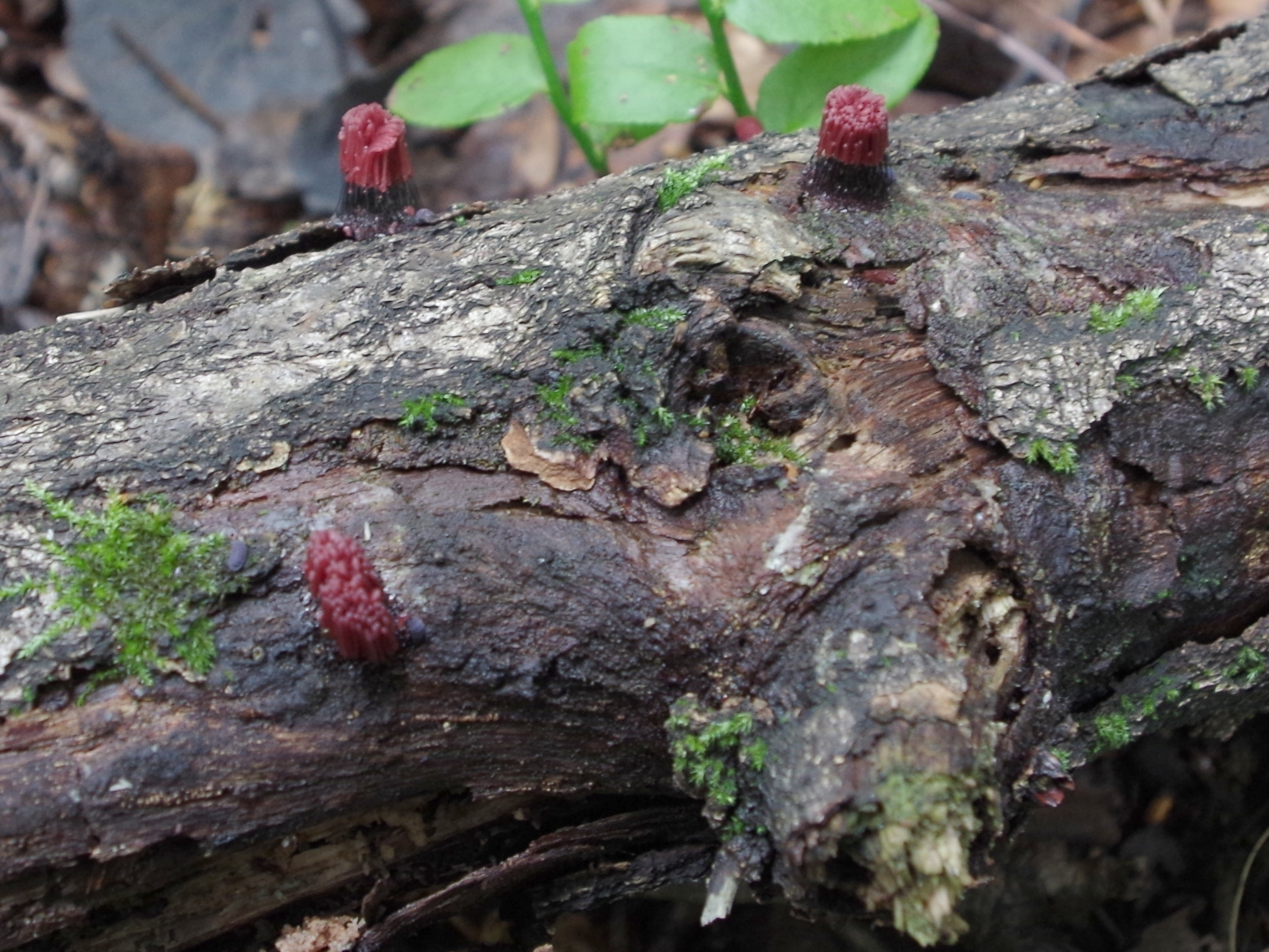
Zarodnie na pniu drzewa

Paździorek ciemny (Stemonitis fusca Roth.) – gatunek śluzowców.

## Systematyka i nazewnictwo
Pozycja w klasyfikacji według Index Fungorum: Stemonitidaceae, Stemonitida, Incertae sedis, Myxogastrea, Mycetozoa, Amoebozoa, Protozoa.
Nazwa polska na podstawie opracowania Świat śluzowców ....

## Morfologia
Plazmodium białe lub żółte. Zarodnie początkowo też białe, szybko jednak stają się coraz ciemniejsze: różowe, czerwone, ciemnobrunatne, w końcu niemal czarne.  Zazwyczaj występują ściśle obok siebie w dużych grupkach, tworząc zlepione klastry.  Pojedyncza zarodnia ma kształt wydłużonego walca o zaokrąglonych końcach i wyrasta na długim trzonku. Wraz z nim ma wysokość do 2 cm, przy czym trzonek ma wysokość 1-1,4 cm. Wnika on do wnętrza zarodni i tworzy w niej kolumienkę dochodzącą niemal do szczytu zarodni. Od kolumienki tej odchodzą brunatne włókienka siatkowatej włośni.
Zarodniki fioletowo-brązowe, o powierzchni delikatnie brodawkowanej lub siateczkowatej. Mają rozmiar 7,5-9  μm.

## Występowanie i siedlisko
Jest rozprzestrzeniony na całym świecie; poza Antarktydą występuje na wszystkich kontynentach i na wielu wyspach.
W Polsce występuje w lasach liściastych i mieszanych przez cały sezon wegetacyjny, najczęściej latem. Rozwija się na martwym drewnie, zarówno drzew liściastych, jak i iglastych, na pniakach, pniach i gałęziach. Saprotrof.